# Ћу Ћубај
Ћу Ћубај (кин: 瞿秋白; пин: Qū Qiūbái; Чангџоу, 29. јануар 1899 — Чангтинг, 18. јун 1935) био је вођа Комунистичке партије Кине у касним 1920-им годинама и важан сарадник у развоју идеологије Мао Цедунга.

## Детињство и младост
Пореклом из истакнуте, иако сиромашне породице, Ћу је претрпео трагедију у својим раним годинама. Његов отац, који није могао створити иметак радећи на земљи, или постићи добар бирократски положај, био је присиљен да прихвати слабо плаћен посао наставника у удаљеном месту. Од посла није зарађивао много новца за породицу. Његова мајка се 1915. убила исцрпљена животним тешкоћама и дуговима. Ћу је 1916. године дошао у Пекинг, пошто је провео неко време код рођака у Вухану. Није имао новца да плаћа редовну универзитетску наставу, па се уписао у новоформирани Институт за проучавање руског језика. Ту је студирање било бесплатно, постојале су студентске стипендије, а обећано је и запослење после стицања дипломе.
Невољано је умешан у револуцију, а радикализовао се када се прикључио Покрету 4. маја.

## Учешће у Комунистичкој партији
Ћу је водио усамљенички живот под захтјевима управе Института за језик, студирајући француски и руски, а у своје време будистичку и класичну кинеску филозофију. Рани контакт са револуционарским круговима остварио је учешћем у расправама Ли Даџаоа, главног књижара Пекиншког универзитета, о марксистичкој анализи. Мао Цедунг је такође био присутан на тим састанцима. Ћу је касније прихватио посао новинара пекиншких новина, и био је стациониран у Москви. Ћу је био један од првих Кинеза који је извештавао из Москве о животу у Русији након Октобарске револуције.
Он је постао вршилац дужности предсједник Политбироа 1927, након пада Чен Дусјуа, постајући стварни вођа странке. Он је организовао револуције и побуне, као што је Гуангџоушки устанак 11. децембра 1927.

Због немогућности да се придружи друговима у Дугом маршу услед туберкулозе, Ћу је остао у предстражи. Ту су га на крају ухапсили и стрељали припадници Куоминтанга 1935. Пре смрти је написао посљедње опроштајно писмо, које је постало део књижевне традиције комунистичког покрета.

## Наслеђе
Ћу је био веома критикован као издајник у доба културне револуције. Међутим, Централни комитет га је аболирао 1980. и данас се сматра за једног од великана КП Кине. Музеј Ћу Ћубаја постоји у родном граду Чангџоу. Ћу и руски колега, В. С. Колоколов, били су одговорни за рани развој система мандаринске романизације.
Од руског превода Ћу је створио службени кинески превод Интернационале, која се користи као химна Комунистичке партије Кине.